# المعزبة (سرار)

تعديل مصدري - تعديل

المعزبه هي إحدى قرى عزلة سرار بمديرية سرار التابعة لمحافظة أبين، بلغ تعداد سكانها 119 نسمة حسب تعداد اليمن لعام 2004.